# Exerodonta
Exerodonta is een geslacht van kikkers uit de familie boomkikkers (Hylidae). De groep werd voor het eerst wetenschappelijk beschreven door Paul Brocchi in 1879.
Er zijn elf soorten die voorkomen in delen van zuidelijk Noord-Amerika en endemisch zijn in Mexico.

## Soorten
Geslacht Exerodonta
- Soort Exerodonta abdivita
- Soort Exerodonta bivocata
- Soort Exerodonta catracha
- Soort Exerodonta chimalapa
- Soort Exerodonta juanitae
- Soort Exerodonta melanomma
- Soort Exerodonta perkinsi
- Soort Exerodonta pinorum
- Soort Exerodonta smaragdina
- Soort Exerodonta sumichrasti
- Soort Exerodonta xera

Anotheca · 
Bromeliohyla · 
Charadrahyla · 
Diaglena · 
Dryophytes · 
Duellmanohyla · 
Ecnomiohyla · 
Exerodonta · 
Hyla · 
Isthmohyla · 
Megastomatohyla · 
Plectrohyla · 
Ptychohyla · 
Rheohyla · 
Sarcohyla · 
Smilisca · 
Tlalocohyla · 
Triprion